# سيرجي سطانيف
سيرجي سطانيف هو لاعب كرة قدم بلغاري في مركز الهجوم، ولد في 9 سبتمبر 1988 في أوديسا في أوكرانيا. لعب مع نادي سبارتاك فارنا.

## وصلات خارجية
- سيرجي سطانيف على موقع قاعدة بيانات كرة القدم.إي يو (الإنجليزية)